# Scoparia susanae
Scoparia susanae là một loài bướm đêm trong họ Crambidae.